# Geografia Japoniei
Arhipelagul Japonez se întinde în partea de est a continentului asiatic, de la tropice, în sud, până în zona subpolară, în nord. Acest arhipelag este format din peste 4.000 de insule. O privire de ansamblu pe harta regiunii distinge patru insule mari și o puzderie de alte insulițe grupate sau izolate între ele; cele mici aflate în preajma celor mari sau la distanță, în imensitatea de ape a Pacificului, dintre care 500 fiind locuite.
Insulele mari, pornind de la nord la sud, sunt: Hokkaido, Honshu, Shikoku și Kyushu. Honshu; după vechea denumire politico-administrativă Honcho, pe lângă că este cea mai întinsă ca suprafață, este și cea mai importantă insulă pentru că acolo sunt situate cele mai mari și mai semnificative orașe ale Japoniei: Tokyo, Yokohama, Osaka, Kobe și Kyoto. Orașul Osaka este supranumit "Veneția Japoniei".
Caracteristică și importantă pentru pământul japonez este Marea Interioară, formațiune aproape închisă între insulele Japoniei. Relieful Japoniei se caracterizează prin două elemente – muntele și apa, elemente de nedespărțit, combinate în artă în cele mai variate și spectaculoase moduri. Cel mai înalt munte, Fuji (3.776 m), astăzi un vulcan stins, reprezintă o emblemă, o prezență sacră, mândria japonezilor – cel mai des pictat, mai admirat și mai îndrăgit dintre toți munții lumii. Specific Japoniei este taifunul, denumire aplicată de niponi cicloanelor din zona lor.
Sistemul medieval diviza Japonia în provincii (kuni), în număr de 84. În perioada modernă s-a renunțat la provincii și s-a făcut o împărțire administrativă în 43 de prefecturi (ken), la care s-ar adăuga un district metropolitan (to) și încă trei regiuni metropolitane (do și fu); în total, 47 de diviziuni locale. Cele patru mari prefecturi care s-au adăugat sunt: Tokyo, Osaka, Kanagawa și Aichi. Există, de asemenea, și o împărțire în opt regiuni geografice: Hokkaido, Tohoku, Kanto, Chubu, Kinki, Chugoku, Shikoku și Kyushu.

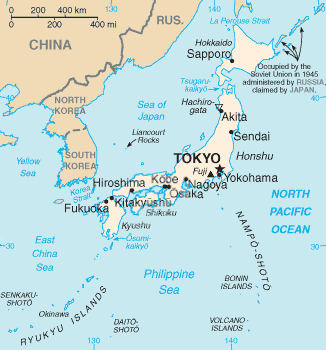
Harta Japoniei

## O țară de insule
Japonia, o țară formată dintr-un arhipelag de insule, care se întind lângă coasta estică a Asiei, în Oceanul Pacific. Insulele principale, de la nord la sud sunt: Hokkaido, Honshu (sau insula continentală), Shikoku, și Kyushu. Okinawa, în arhipelagul Ryukyu, e la circa 600 de kilometri la S-V de Kyushu. Pe lângă acestea mai există circa 5.000 de insulițe.
Japonia ocupă locul al XVIII-lea pe lista țărilor cele mai populate din lume. Aproximativ 73% din suprafața țării e ocupată de munți, deci nu poate fi folosită în scopuri agricole, industriale sau rezidențiale, datorită pantelor foarte mari, riscului de avalanșe sau prăbușiri de teren, a ploilor distrugătoare. Populația se concentrează în zonele de coastă.
Localizarea sa pe Cercul de foc al Pacificului, la întâlnirea a trei plăci tectonice, produce cutremure de mici intensitate și ocazional activitate vulcanică. Cutremurele puternice se transformă în tsunami, cu o frecvență de câteva ori pe secol. Ultimele cutremure devastatoare au fost cutremurul Chuetsu din 2004 și marele cutremur Hanshin din 1995 d.C. Izvoarele termale sunt numeroase și sunt exploatate în numeroase stațiuni balneo-climaterice.
La 11 martie 2011 în Pacific, nu departe de orașul Sendai de pe țărmul răsăritean al Japoniei, a avut loc un cutremur de magnitudinea 8,9 pe scara Richter, cel mai mare cutremur măsurat vreodată în Japonia. Seismul a fost urmat de un tsunami distrugător. 
Vezi detalii: Cutremurul din Sendai (2011).

## Topografie

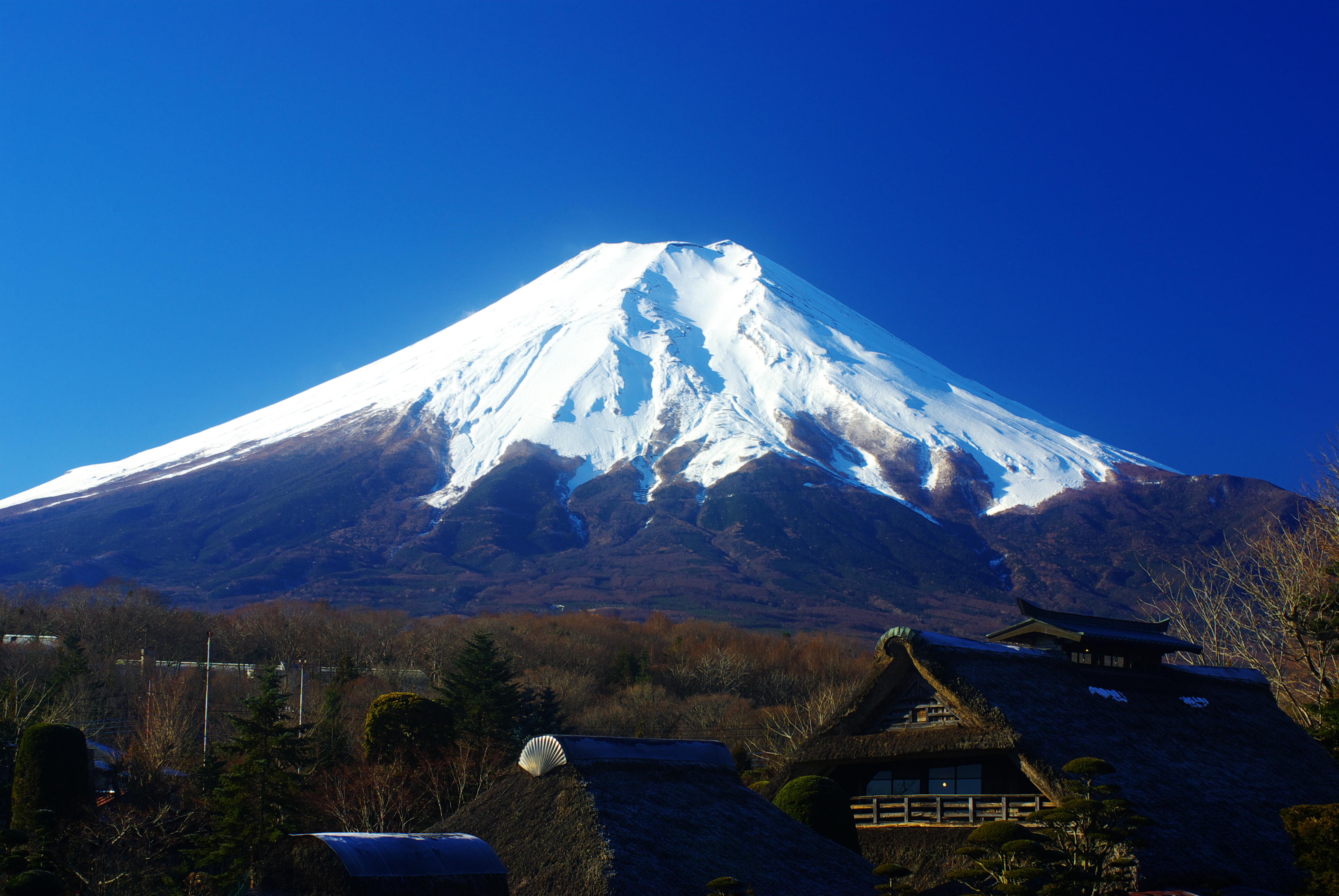
Muntele Fuji

Topografia Japoniei se caracterizează, în primul rând, prin instabilitatea geologică a arhipelagului japonez, care este partea de sus a unui lanț de munți, numit uneori și Cercul de foc al Pacificului, care se întinde din Asia de Sud-Est până la Insulele Aleutine. Munții acoperă circa 75% din suprafața Japoniei.
De-a lungul insulei Honshu, de la nord la sud, sunt trei lanțuri de munți: munții Hida (sau „Alpii japonezi”), munții Kiso și munții Akaishi. Există 25 de piscuri de peste 3.000 m înălțime, cel mai înalt fiind Muntele Fuji (3.776 m).
Japonia are 256 de vulcani, dintre care 80 sunt activi (de exemplu, muntele Aso, muntele Asama și muntele Mihara).
Anual au loc circa 1.500 de cutremure (o zecime din energia seismică mondială), un foarte puternic cutremur având loc pe data de 1 septembrie 1923 d.C. în regiunea Tokio-Yokohama, când au pierit circa 99.000 de persoane.
Câmpiile Japoniei sunt relativ mici și puține, acoperind circa 25% din suprafața țării, cea mai largă fiind Câmpia Kantō (13.000 km²). Alte câmpii notabile sunt câmpiile: Nobi, Kinki, Echigo, Sendai și Ishikari.
Râurile sunt, în majoritatea lor, scurte și repezi. Cel mai lung râu este Shinanogawa (367 km).
Cel mai mare lac este Lacul Biwa (672 km²).